# The Mission (Band)

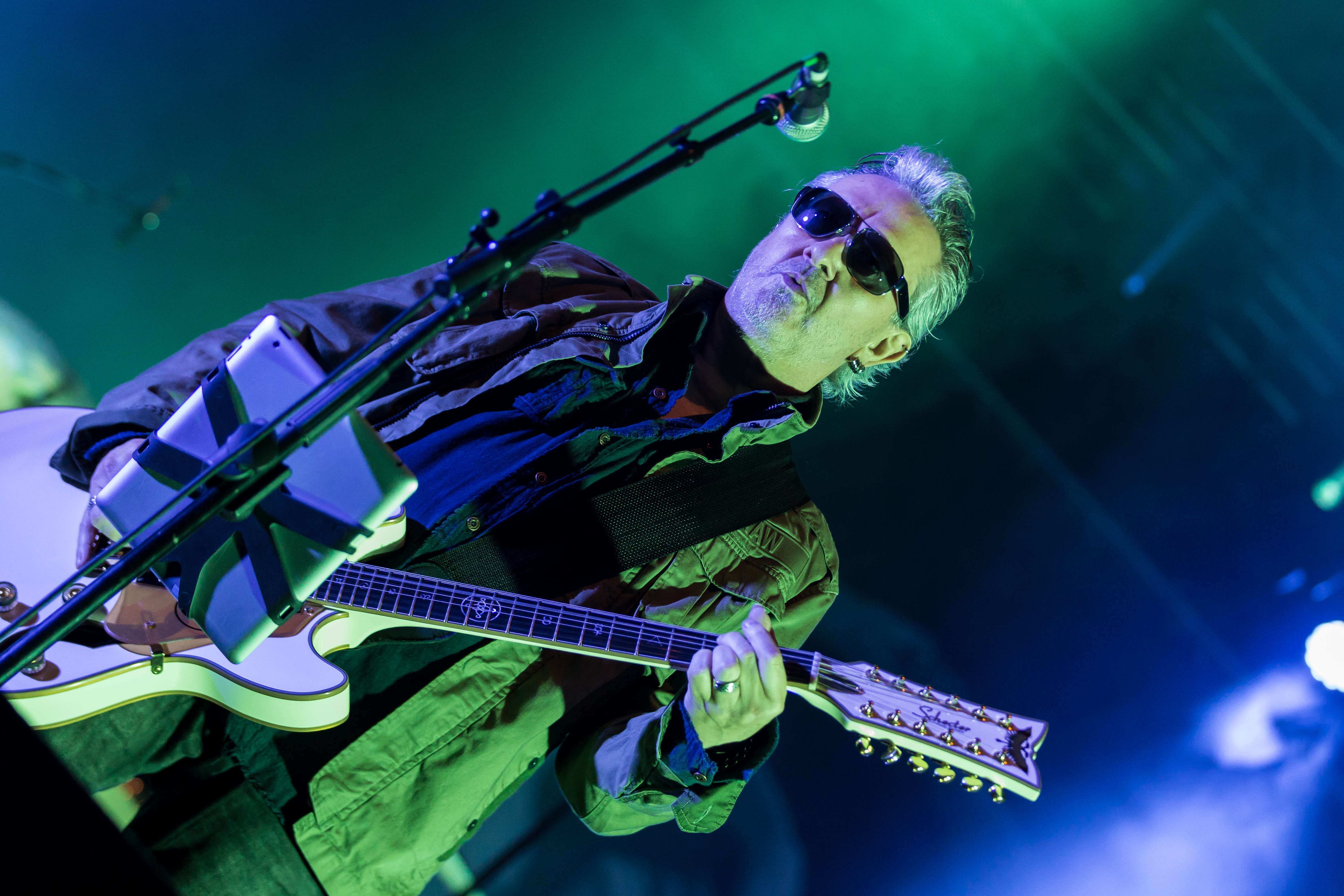
Wayne Hussey beim Wave-Gotik-Treffen, 2017

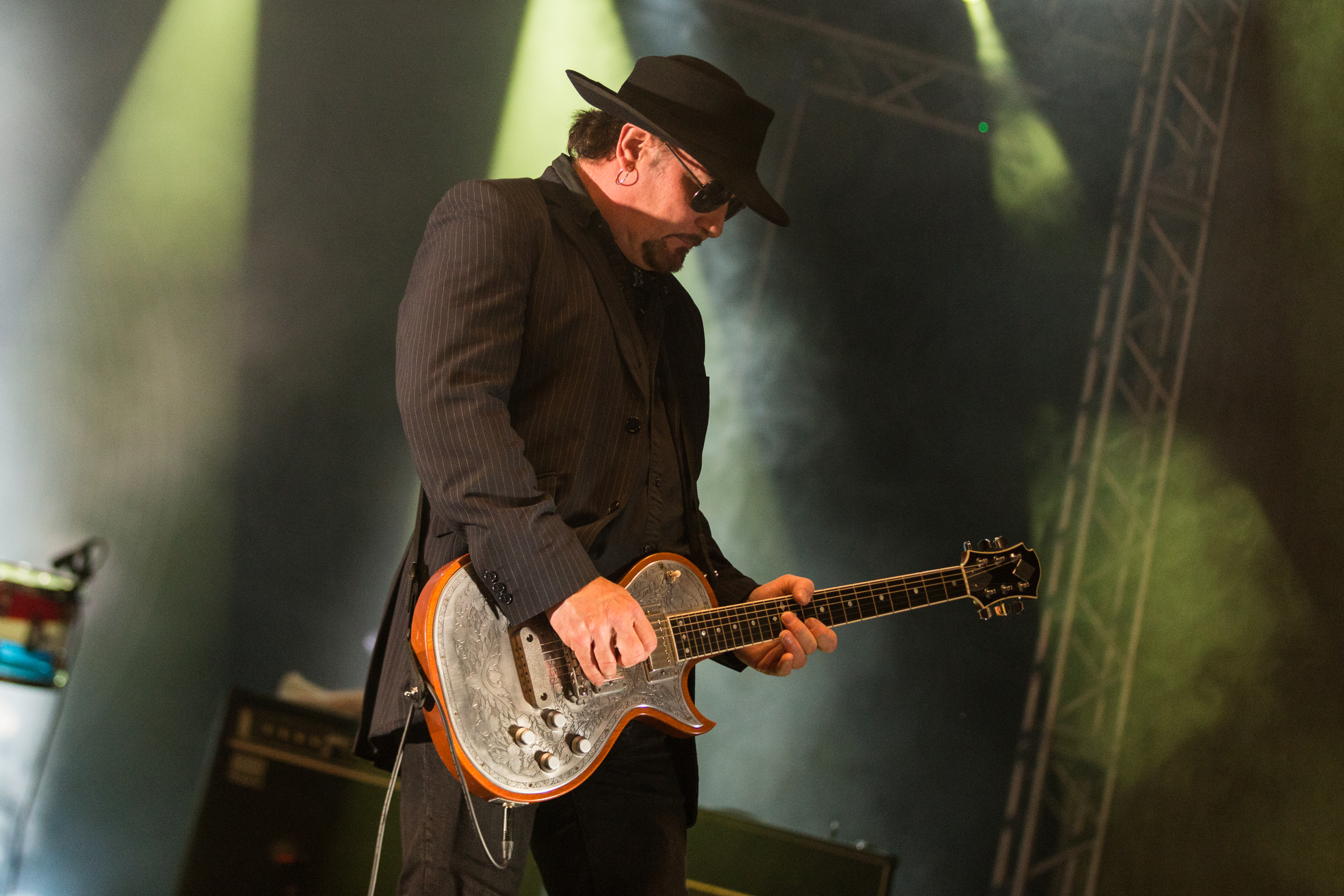
Simon Hinkler, 2017

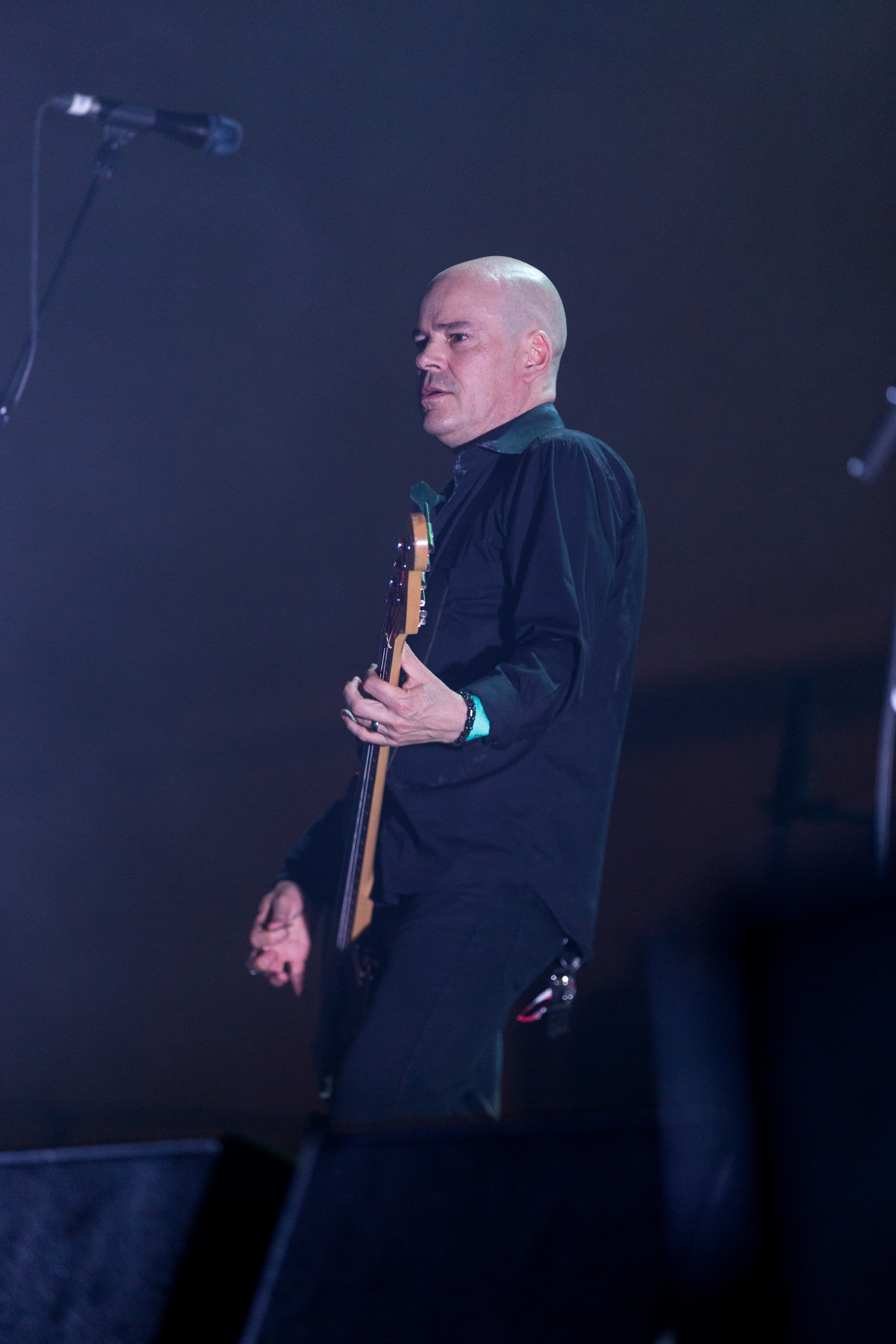
Craig Adams, 2017

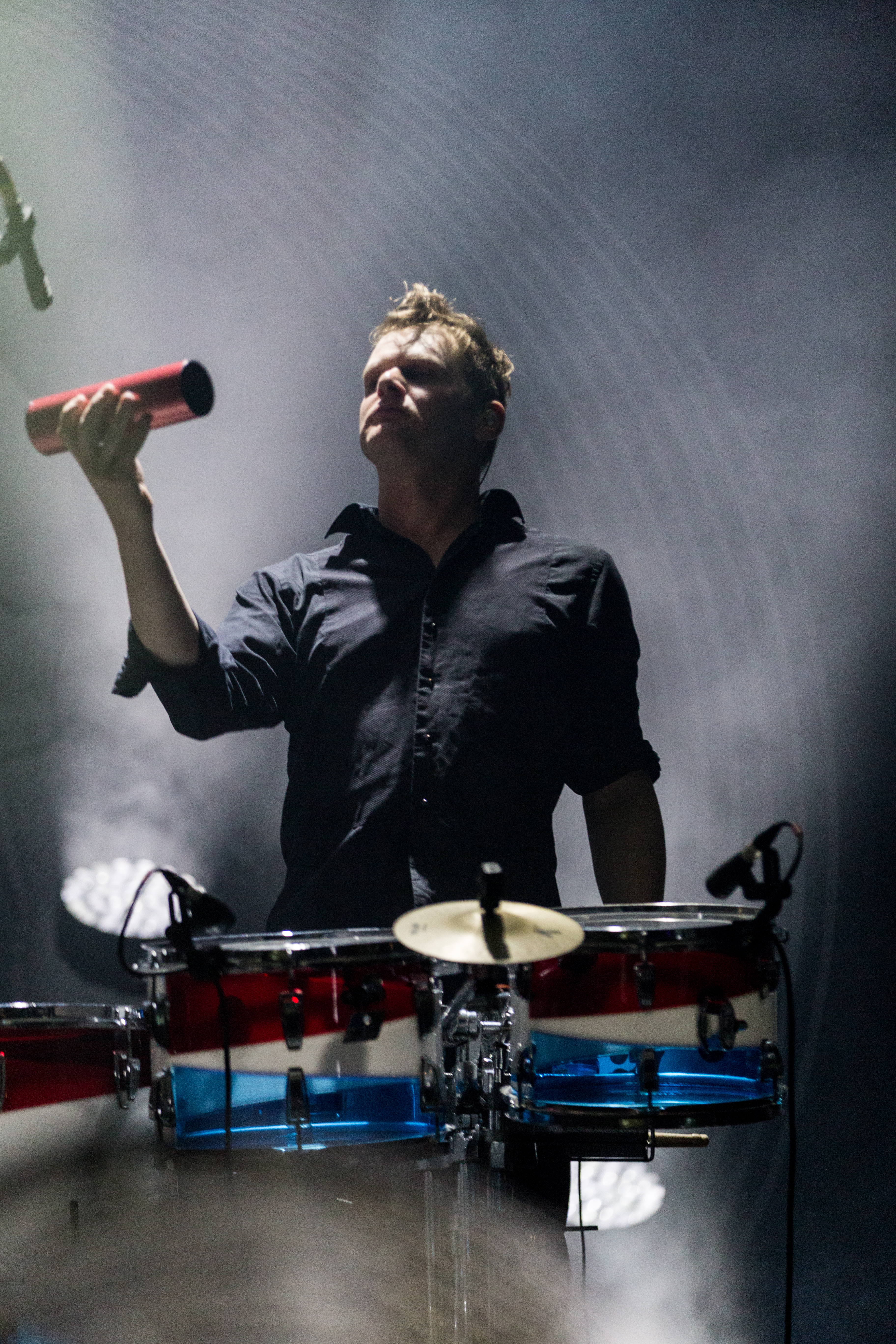
Mike Kelly, 2017

The Mission (in den USA: Mission UK) ist eine britische Rockband.

## Bandgeschichte
The Mission wurde von Wayne Hussey und Craig Adams gegründet, ehemals Mitglieder der Band The Sisters of Mercy, die sie nach einem Streit mit Sänger Andrew Eldritch verlassen hatten. Zunächst tourten sie unter dem Namen The Sisterhood. Dieser Name wurde jedoch von Eldritch beansprucht, woraufhin sie sich ‚The Mission‘ nannten und es mit den folgenden Platten schnell schafften, an den Erfolg von The Sisters of Mercy anzuknüpfen.
Nach einigen Umbesetzungen ließ der Erfolg der Band in den 1990er Jahren nach. Die Zusammenarbeit funktionierte nicht mehr, die Plattenverkäufe waren rückläufig. 1996 wurde The Mission wegen Erfolglosigkeit vorerst aufgelöst.
Im Jahr 1999 vereinte sich die Band wieder und startete eine Welttournee, mit Konzerten unter anderem in Brasilien, Argentinien, Chile, Mexiko, USA, Südafrika, Griechenland (2000).
Die Band veröffentlichte 2001 eines ihrer erfolgreichsten Alben: Aura. Es hielt sich acht Wochen auf Platz eins der deutschen Alternative-Charts. Kurze Zeit später folgte im Jahr 2002 Aural Delight; auf diesem Album war unter anderem eine Coverversion des Liedes Never Let Me Down Again von Depeche Mode. The Mission tourten durch Deutschland, anschließend im Jahr 2002 sechs Wochen durch Europa, dann Südamerika, später wieder Europa. Nach dieser Tournee legte die Gruppe im Jahr 2003 eine Pause ein. 2005 erschien zum 20-jährigen Band-Jubiläum die DVD-Box Lighting the Candles die einen neuen Song (Breathe Me In) enthielt und auch wieder Anlass für eine Tour war.
Im April 2007 erschien mit God Is a Bullet ein neues Album. Es enthält unter anderem die Singles Keep It in the Family und Blush. Im Oktober 2007 kündigte Wayne Hussey das erneute Ende der Band an. Nach einer Abschiedstournee durch Europa im Februar 2008 wollte er sich anderen Projekten widmen. Pünktlich zur Farewell Tour erschien auch Husseys erstes Soloalbum Bare, das zunächst nur bei den Konzerten und über die Band-Website vertrieben wurde und erst seit dem 23. Oktober 2009 im normalen Handel erhältlich ist. Neben Neuaufnahmen von The Mission-Stücken im Klang der Solo-Akustik-Shows von Wayne Hussey finden sich darauf auch Coverversionen, unter anderem von The Cure und U2.
Seit 2011 sind The Mission mit den Gründungsmitgliedern Wayne Hussey, Craig Adams und Simon Hinkler wieder aktiv. Am 20. September 2013 wurde das Studioalbum The Brightest Light veröffentlicht. Das zehnte Studioalbum Another Fall from Grace folgte im September 2016 und ist kommerziell der größte Erfolg seit Masque von 1992.

## Diskografie

### Studioalben
| Jahr | Titel                   | Höchstplatzierung, Gesamtwochen, AuszeichnungChartplatzierungen (Jahr, Titel, Platzierungen, Wochen, Auszeichnungen, Anmerkungen) | Höchstplatzierung, Gesamtwochen, AuszeichnungChartplatzierungen (Jahr, Titel, Platzierungen, Wochen, Auszeichnungen, Anmerkungen) | Höchstplatzierung, Gesamtwochen, AuszeichnungChartplatzierungen (Jahr, Titel, Platzierungen, Wochen, Auszeichnungen, Anmerkungen) | Höchstplatzierung, Gesamtwochen, AuszeichnungChartplatzierungen (Jahr, Titel, Platzierungen, Wochen, Auszeichnungen, Anmerkungen) | Höchstplatzierung, Gesamtwochen, AuszeichnungChartplatzierungen (Jahr, Titel, Platzierungen, Wochen, Auszeichnungen, Anmerkungen) | Anmerkungen                              |
| Jahr | Titel                   | DE | AT | CH | UK | US | Anmerkungen                              |
| ---- | ----------------------- | --- | --- | --- | --- | --- | ---------------------------------------- |
| 1986 | God’s Own Medicine      | DE59 (5 Wo.)DE | — | — | UK14 Silber · (20 Wo.)UK | US108 (18 Wo.)US | Erstveröffentlichung: November 1986      |
| 1988 | Children                | DE33 (8 Wo.)DE | — | — | UK2 Gold · (9 Wo.)UK | US126 (10 Wo.)US | Erstveröffentlichung: Februar 1988       |
| 1990 | Carved in Sand          | DE16 (17 Wo.)DE | AT25 (4 Wo.)AT | CH7 (10 Wo.)CH | UK7 Gold · (8 Wo.)UK | US101 (16 Wo.)US | Erstveröffentlichung: 7. Februar 1990    |
| 1990 | Grains of Sand          | DE61 (4 Wo.)DE | — | — | UK28 (2 Wo.)UK | — | Erstveröffentlichung: 17. Oktober 1990   |
| 1992 | Masque                  | DE49 (10 Wo.)DE | AT40 (2 Wo.)AT | CH40 (1 Wo.)CH | UK23 (2 Wo.)UK | — | Erstveröffentlichung: 22. Juni 1992      |
| 1995 | Neverland               | DE59 (9 Wo.)DE | — | CH42 (3 Wo.)CH | UK58 (1 Wo.)UK | — | Erstveröffentlichung: 6. Februar 1995    |
| 1996 | Blue                    | — | — | — | UK73 (1 Wo.)UK | — | Erstveröffentlichung: 3. Juni 1996       |
| 2001 | Aura                    | DE85 (1 Wo.)DE | — | — | — | — | Erstveröffentlichung: 8. November 2001   |
| 2013 | The Brightest Light     | DE92 (1 Wo.)DE | — | — | — | — | Erstveröffentlichung: 20. September 2013 |
| 2016 | Another Fall from Grace | DE49 (1 Wo.)DE | — | — | UK38 (1 Wo.)UK | — | Erstveröffentlichung: 30. September 2016 |

### Livealben
- 1988: In Concert-425
- 1989: In Concert-452
- 1989: Live at Wembley December 2nd 1988
- 1990: In Concert-490
- 1991: Live at the Hollywood Palladium 11/5/90
- 1993: BBC Radio 1 Live in Concert ("No Snow, No Show" For The Eskimo)
- 2000: Ever After - Live
- 2007: Live MMVII
- 2008: God's Own Medicine: Live at Shepherds Bush Empire
- 2008: The First Chapter: Live at London Shepherds Bush
- 2008: Carved in Sand: Live at London Shepherds Bush
- 2008: Children: Live at Shepherds Bush Empire
- 2008: Live at London Shepherds Bush Empire
- 2009: Live & Last
- 2011: Live at Brixton Academy
- 2017: Bending the Arc (Live at Cato)

### Kompilationen
| Jahr | Titel             | Höchstplatzierung, Gesamtwochen, AuszeichnungChartplatzierungen (Jahr, Titel, Platzierungen, Wochen, Auszeichnungen, Anmerkungen) | Höchstplatzierung, Gesamtwochen, AuszeichnungChartplatzierungen (Jahr, Titel, Platzierungen, Wochen, Auszeichnungen, Anmerkungen) | Höchstplatzierung, Gesamtwochen, AuszeichnungChartplatzierungen (Jahr, Titel, Platzierungen, Wochen, Auszeichnungen, Anmerkungen) | Höchstplatzierung, Gesamtwochen, AuszeichnungChartplatzierungen (Jahr, Titel, Platzierungen, Wochen, Auszeichnungen, Anmerkungen) | Höchstplatzierung, Gesamtwochen, AuszeichnungChartplatzierungen (Jahr, Titel, Platzierungen, Wochen, Auszeichnungen, Anmerkungen) | Anmerkungen                         |
| Jahr | Titel             | DE | AT | CH | UK | US | Anmerkungen                         |
| ---- | ----------------- | --- | --- | --- | --- | --- | ----------------------------------- |
| 1987 | The First Chapter | — | — | — | UK35 (4 Wo.)UK | — | Erstveröffentlichung: Juni 1987     |
| 1994 | Sum and Substance | — | — | CH43 (3 Wo.)CH | UK49 (2 Wo.)UK | — | Erstveröffentlichung: Februar 1994  |
| 2021 | Collected         | DE34 (1 Wo.)DE | — | — | — | — | Erstveröffentlichung: November 2021 |

Weitere Veröffentlichungen
- 1991: Magnificent Pieces
- 1993: No Snow, No Show for the Eskimo
- 1994: Salad Daze
- 1999: Resurrection
- 2000: Ever After
- 2000: Tower of Strength
- 2002: Aural Delight
- 2006: Anthology
- 2007: God Is a Bullet
- 2008: Best of the BBC Recordings
- 2008: Live at the BBC
- 2008: Live MMVII
- 2009: Live & Last
- 2009: Children - Live
- 2009: Carved in Sand - Live
- 2009: The First Chapter - Live
- 2009: God's Own Medicine - Live
- 2010: Dum Dum Bullet

### Singles
| Jahr | Titel Album                           | Höchstplatzierung, Gesamtwochen, AuszeichnungChartplatzierungen (Jahr, Titel, Album, Platzierungen, Wochen, Auszeichnungen, Anmerkungen) | Höchstplatzierung, Gesamtwochen, AuszeichnungChartplatzierungen (Jahr, Titel, Album, Platzierungen, Wochen, Auszeichnungen, Anmerkungen) | Höchstplatzierung, Gesamtwochen, AuszeichnungChartplatzierungen (Jahr, Titel, Album, Platzierungen, Wochen, Auszeichnungen, Anmerkungen) | Höchstplatzierung, Gesamtwochen, AuszeichnungChartplatzierungen (Jahr, Titel, Album, Platzierungen, Wochen, Auszeichnungen, Anmerkungen) | Höchstplatzierung, Gesamtwochen, AuszeichnungChartplatzierungen (Jahr, Titel, Album, Platzierungen, Wochen, Auszeichnungen, Anmerkungen) | Anmerkungen                            |
| Jahr | Titel Album                           | DE | AT | CH | UK | US | Anmerkungen                            |
| ---- | ------------------------------------- | --- | --- | --- | --- | --- | -------------------------------------- |
| 1986 | Serpents Kiss The First Chapter       | — | — | — | UK70 (4 Wo.)UK | — | Erstveröffentlichung: 9. Mai 1986      |
| 1986 | Garden of Delight God’s Own Medicine  | — | — | — | UK49 (5 Wo.)UK | — | Erstveröffentlichung: 14. Juni 1986    |
| 1986 | Stay With Me God’s Own Medicine       | — | — | — | UK30 (4 Wo.)UK | — | Erstveröffentlichung: 10. Oktober 1986 |
| 1987 | Wasteland God’s Own Medicine          | — | — | — | UK11 (6 Wo.)UK | — | Erstveröffentlichung: Januar 1987      |
| 1987 | Severina God’s Own Medicine           | — | — | — | UK25 (5 Wo.)UK | — | Erstveröffentlichung: März 1987        |
| 1988 | Tower of Strength Children            | DE50 (6 Wo.)DE | — | — | UK12 (10 Wo.)UK | — | Erstveröffentlichung: Februar 1988     |
| 1988 | Beyond the Pale Children              | — | — | — | UK32 (5 Wo.)UK | — | Erstveröffentlichung: April 1988       |
| 1990 | Butterfly on a Wheel Carved in Sand   | — | — | — | UK12 (4 Wo.)UK | — | Erstveröffentlichung: Januar 1990      |
| 1990 | Deliverance Carved in Sand            | — | — | — | UK27 (4 Wo.)UK | — | Erstveröffentlichung: März 1990        |
| 1990 | Into the Blue Carved in Sand          | — | — | — | UK32 (3 Wo.)UK | — | Erstveröffentlichung: Mai 1990         |
| 1990 | Hands Across the Ocean Grains of Sand | — | — | — | UK28 (2 Wo.)UK | — | Erstveröffentlichung: November 1990    |
| 1992 | Never Again Masque                    | — | — | — | UK34 (3 Wo.)UK | — | Erstveröffentlichung: April 1992       |
| 1992 | Like a Child Again Masque             | — | — | — | UK30 (2 Wo.)UK | — | Erstveröffentlichung: Juni 1992        |
| 1992 | Shades of Green Masque                | — | — | — | UK49 (2 Wo.)UK | — | Erstveröffentlichung: Oktober 1992     |
| 1994 | Afterglow Sum and Substance           | — | — | — | UK53 (2 Wo.)UK | — | Erstveröffentlichung: März 1994        |
| 1994 | Raising Cain Neverland                | — | — | — | UK92 (1 Wo.)UK | — | Erstveröffentlichung: Oktober 1994     |
| 1995 | Swoon Neverland                       | — | — | — | UK73 (1 Wo.)UK | — | Erstveröffentlichung: Januar 1995      |

Weitere Veröffentlichungen
- 1995: Lose Myself in You
- 1996: Coming Home
- 2001: Evangeline
- 2002: Shine Like the Stars
- 2005: Breathe Me In
- 2007: Keep It in the Family
- 2007: Blush
- 2013: Swan Song
- 2014: Different Colours

### Videoalben
- 2005: Lighting the Candles
- 2006: Waves Upon the Sand / Crusade
- 2007: Gold - The Videos
- 2008: Sum and Substance
- 2009: The Final Chapter
- 2012: Silver - 25th Anniversary Celebration